# Max Hesse
Max Hesse (Wernau, 23 luglio 2001) è un pilota automobilistico tedesco, attualmente è un pilota ufficiale della BMW.

## Carriera
Nel 2017 Hesse esordisce nelle corse professionistiche correndo nella ADAC TCR Germania, due anni dopo arriva il titolo nella serie sulla Hyundai i30 N TCR. Dal 2020 passa alla Nürburgring Endurance Series e in quel anno riesce a vincere la 24 Ore del Nürburgring nella classe SP8T. L'anno seguente continua nella serie correndo nella classe regina, ottiene due vittorie e diventa vice campione.
Nel 2022, si unisce al team ROWE Racing esordendo nel GT World Challenge Europe e l'anno seguente diventa pilota ufficiale del marchio BMW. Inizia la stagione 2023 correndo la 24 ore di Dubai insieme a Sean Gelael, Maxime Martin e la leggenda della MotoGP, Valentino Rossi. L'equipaggio riesce ad conquistare il podio arrivando terzo in gara. Poi con il team Team WRT prende parte a diverse corse tra la Le Mans Cup e la 24H GT Series, mentre con il team ROWE Racing continua nel GTWCE.
Dopo aver preso parte anche all'Asian Le Mans Series, nel 2024 prende parte al GT World Challenge Europe Endurance Cup in coppia con Augusto Farfus e Daniel Harper. L'equipaggio BMW ottiene la vittoria nella prima corsa stagionale al Paul Ricard. Lo stesso anno ottiene la Pole position nella 24 Ore del Nürburgring.

## Risultati

### Riassunto della carriera
| Stagione | Serie                                   | Team                      | Gare | Vittorie | Pole | G/V | Podi | Punti | Pos |
| -------- | --------------------------------------- | ------------------------- | ---- | -------- | ---- | --- | ---- | ----- | --- |
| 2017     | ADAC TCR Germany                        | Aust Motorsport           | 4    | 0        | 0    | 0   | 0    | 0     | 43º |
| 2018     | ADAC TCR Germany                        | PROsport Performance      | 14   | 0        | 0    | 0   | 0    | 247   | 6º  |
| 2018     | GT4 International Cup                   | Phoenix Racing            | 1    | 0        | 0    | 0   | 0    | N/A   | 8º  |
| 2019     | ADAC TCR Germany                        | Hyundai Team Engstler     | 14   | 4        | 2    | 2   | 9    | 438   | 1º  |
| 2020     | Nürburgring Endurance Series - SP8T     | FK Performance Motorsport | 1    | 0        | 0    | 0   | 0    | 11.25 | 4º  |
| 2020     | Nürburgring Endurance Series - SP8T     | Walkenhorst Motorsport    | 2    | 0        | 0    | 0   | 1    | 11.25 | 4º  |
| 2020     | Nürburgring Endurance Series - Cup 5    | FK Performance Motorsport | 1    | 0        | 0    | 0   | 0    | 11.67 | 28º |
| 2020     | Nürburgring Endurance Series - Cup 5    | Walkenhorst Motorsport    | 1    | 0        | 0    | 0   | 0    | 11.67 | 28º |
| 2020     | 24 Ore del Nürburgring - SP8T           | Walkenhorst Motorsport    | 1    | 1        | 0    | 0   | 1    | N/A   | 1º  |
| 2021     | Nürburgring Endurance Series - SP9      | BMW Team RMG              | 7    | 2        | 0    | 0   | 4    | 39.22 | 2º  |
| 2021     | 24 Ore del Nürburgring - SP9            | BMW Junior Team Shell     | 1    | 0        | 0    | 0   | 0    | N/A   | DNF |
| 2021     | 24H GT Series - P4                      | BMW M Motorsport          | 1    | 1        | 0    | 0   | 1    | 0     | NC  |
| 2022     | GT World Challenge Europe Endurance Cup | BMW Junior Team           | 5    | 0        | 0    | 0   | 0    | 36    | 11º |
| 2022     | Nürburgring Endurance Series - SP9      | BMW Junior Team           | 1    | 0        | 0    | 0   | 0    | 0     | NC  |
| 2022     | 24 Ore del Nürburgring - SP9            | BMW Junior Team Shell     | 1    | 0        | 0    | 0   | 0    | N/A   | DNF |
| 2023     | 24 ore di Dubai                         | KFC VR46 Team WRT         | 1    | 0        | 0    | 0   | 1    | N/A   | 3º  |
| 2023     | 24H GT Series - GT3                     | Team WRT                  | 1    | 0        | 0    | 0   | 1    | 0     | NC  |
| 2023     | Le Mans Cup - GT3                       | Team WRT                  | 2    | 1        | 1    | 1   | 2    | 0     | NC  |
| 2023     | GT World Challenge Europe Endurance Cup | ROWE Racing               | 5    | 0        | 0    | 0   | 1    | 33    | 10º |
| 2023     | Nürburgring Endurance Series - SP9 Pro  | BMW Junior Team           | 3    | 1        | 0    | 0   | 2    | 0     | NC  |
| 2023     | 24 Ore del Nürburgring - SP9            | BMW Junior Team           | 1    | 0        | 0    | 0   | 0    | N/A   | DNF |
| 2024     | GT World Challenge Europe Endurance Cup | ROWE Racing               | 1    | 1        | 0    | 0   | 1    | 25*   |     |

* Stagione in corso.

### Risultati nella 24 Ore Nürburgring
| Anno | Team                   | Co-piloti                                  | Auto       | Classe | Giri | Pos. | Class Pos. |
| ---- | ---------------------- | ------------------------------------------ | ---------- | ------ | ---- | ---- | ---------- |
| 2020 | Walkenhorst Motorsport | Daniel Harper Neil Verhagen                | BMW M4 GT4 | SP8T   | 78   | 19º  | 1º         |
| 2021 | BMW Junior Team Shell  | Augusto Farfus Daniel Harper Neil Verhagen | BMW M6 GT3 | SP9    | 54   | DNF  | DNF        |
| 2022 | BMW Junior Team Shell  | Daniel Harper Neil Verhagen                | BMW M4 GT3 | SP9    | 86   | DNF  | DNF        |
| 2023 | BMW Junior Team        | Daniel Harper Neil Verhagen                | BMW M4 GT3 | SP9    | 96   | DNF  | DNF        |

### GT World Challenge Europe Endurance Cup
| Anno    | Squadra     | Vettura    | IMO | PAU | SPA | HOC | BAR | Punti | Pos. |
| ------- | ----------- | ---------- | --- | --- | --- | --- | --- | ----- | ---- |
| 2022    | ROWE Racing | BMW M4 GT3 | 15  | 4   | 5   | 9   | 13  | 36    | 11º  |
| Anno    | Squadra     | Vettura    | MON | PAU | SPA | NUR | BAR | Punti | Pos. |
| 2023    | ROWE Racing | BMW M4 GT3 | 2   | 6   | Rit | 11  | 12  | 33    | 10º  |
| Anno    | Squadra     | Vettura    | PAU | SPA | NUR | MON | JED | Punti | Pos. |
| 2024    | ROWE Racing | BMW M4 GT3 | 1   | 6   |     |     |     | 36*   |      |
| Legenda |             |            |     |     |     |     |     |       |      |

*Stagione in corso.